# 심규혁
심규혁(沈揆赫, 1982년 2월 9일 ~ )은 대한민국의 남자 성우다. 2007년에 GS 홈쇼핑 1기 성우로 비공채 활동하다가 2010년 대원방송 2기 공채 성우로 이적하여 데뷔했으며 현재 프리랜서로 활동하고 있다. 

## 출연 작품
굵은 글씨는 메인 캐릭터.

### TV 애니메이션
- SD건담 삼국전 (대원방송) - 원소, 하후돈, 태사자, 장량
- 곰디와 친구들 (EBS) - 곰디
- 그린세이버 (SBS) - 타이왕자
- 나의 히어로 아카데미아 - 미도리아 이즈쿠
- 다이노코어 (투니버스) - 아칸 웨이
- 달의 요정 세일러문 (대원방송) - 앤디
- 드래곤볼 Z 카이 (대원방송) - 버블스, 도도리아, 지스
- 디스크 전사 어벤져스 (투니버스) - 강한별, 죠엘
- 디지몬 크로스워즈 (대원방송) - 스타몬 크로스워즈Ver., 바알몬, 베르제브몬 크로스워즈Ver., 최지석
- 뚜루뚜루 룹디두 (대원방송)
- 레고 닌자고 - 블렁크
- 레인보우 버블젬 (EBS) - 그레이
- 레전드 블레이드킹 (재능TV) - 강대포
- 매일엄마 (SBS) - 여유천사, 편집장
- 미라클 체인지 퍼펙트 반장 - 성민
- 바비의 백조의 호수 (대원방송) - 다니엘 왕자
- 벨제바브 (대원방송) - 나츠메, 카즈야, 부우
- 블루록(대원방송) - 이사기 요이치
- 블루 드래곤 : 천계의 7룡 (대원방송) - 미카엘
- 메카드볼 (MBC) - 키라얀, 차준, 캐논와일더
- 명탐정 코난 - 이선기(이토 요시후미)
- 소년탐정 김전일 ORIGINAL (대원방송) - 오노데라 외
- 신령사냥 (대원방송) - 카이바라
- 원피스 ORIGINAL (대원방송) - 갓 에넬, 헤르메포, 캡틴크로, 봉쿠레 (Mr.2), 이가람 (Mr.8), 델린저
- 원피스 New 무사의 나라 편 (대원방송) - X 드레이크
- 진격의 거인 - 에렌 예거
- 일곱 개의 대죄 - 멜리오다스
- 하이큐!! (애니맥스) - 카게야마 토비오
- 4월은 너의 거짓말 - 아이자 타케시
- 극장판 원피스 스탬피드 - 헤르메포, X 드레이크
- 유희왕 5D's (대원방송) - 헤럴드, 미츠루
- 유희왕 ZEXAL (대원방송) - 현명한
- 우리들이 있었다 (대원방송) - 타마치
- 오늘도 빵쇼! (애니맥스) - 오스타
- 오소마츠 6쌍둥이 - 다용
- 팩맨과 유령의 모험 (대원방송) - 팩
- 페어리 테일 (대원방송) - 마스터 하데스, 드로이, 카비, 레이유르, 모카
- 포켓몬스터 XY (투니버스) - 시트론
- 포켓몬스터: 리코와 로드의 모험 (투니버스) - 아메시오
- 하트캐치 프리큐어! (대원방송) - 코브라노
- 해파리 공주 (대원방송)
- 후레쉬 프리큐어! (대원방송) - 소울러
- 합체팽이 인피니티 나도 (JEI재능TV) - 대니
- 코봇 지구를 지켜라 (EBS) - 레오
- 12살. (투니버스) - 서유신
- 지오메카 비스트가디언 (대교어린이TV) - 제로
- 소피루비 (EBS) - 펜넬 왕자
- 몬스터헌터 스토리즈 라이드온 (카툰네트워크) - 슈벨
- 숲의요정 페어리루 ~마법의 거울~ - 지연우
- Yes! 프리큐어5 극장판 - 거울 나라의 미라클 대모험! (애니박스) - 미기링
- 도라에몽 진구와 날개의 용사들 (애니박스) - 이카루스
- 빅 히어로 - 히로 아르마다
  - 빅 히어로 TV 시리즈 - 히로 아르마다
  - 베이맥스! (디즈니+) - 히로 아르마다
- 슬램덩크 극장판 No.4 (애니박스) -  노구식
- 언어의 정원 - 아키즈키 타카오
- 에코 플래닛 3D: 지구 구출 특급 대작전
- 장난감이 살아있다 - 날도
- 짱구는 못말려 극장판: 초시공! 태풍을 부르는 나의 신부 - 어른 철수
- 터보 - 터보
- 괴물의 아이 - 렌 8년후의 모습
- 타이밍 - 백기형
- 포켓몬 더 무비 XY: 후파: 광륜의 초마신 - 시트론
- 시간을 달리는 소녀 (배리어프리버전) - 마미야 치아키
- 보스 베이비 - 큰 팀 템플턴
- 이모티: 더 무비 - 진
- 주토피아 - 플래시/프롱크
- 마이 리틀 포니: 더 무비 - 그러버
- 스머프: 비밀의 숲
- 인크레더블 2 - 토니 라이딘저 / 시장
- 신비아파트 시리즈 (투니버스) - 김현우
- 신비아파트: 금빛 도깨비와 비밀의 동굴 - 김현우
- 극장판 공룡메카드: 타이니소어의 섬 - 루이 / 카브
- 프린스 코기 - 렉스
- 스파이 지니어스 - 월터
- 온워드: 단 하루의 기적 - 이안 라이트풋
- 세미와 매직큐브 - 홍고하
- 날씨의 아이 - 모리시마 호다카
- 괴도 조커 (카툰네트워크) - 피닉스, 백귀마
- 유미의 세포들 (tvN) - 유미의 이성세포
- 몬스터 근무일지 (디즈니+) - 덩컨
- 꾸러기 케라톱스 코리요 (KBS2) - 코리요
- 동화나라 포인포 (KBS) - 알라딘
- 또봇 V 2기 (KBS) - 이루, 라이트닝
- 매직어드벤처 (KBS) - 잭
- 빠뿌야 놀자 (KBS) - 우노
- 캐치! 티니핑 시리즈 - 무셔핑, 노아
- 티티 체리 - 배타민(바이타민)
- 티티 체리 스폐셜 (KBS 키즈) - 타민
- 다이노 파워즈 - 최강
- 내 친구 반인반어 - 타루
- 몰리 맥기와 유령 (디즈니+) - 올리버 첸
- 코드네임 X - 강파랑

### 웹 애니메이션
- 들어는 보았나! 질풍기획 - 김병철

### 특촬물
- 가면라이더 디케이드 (대원방송) - 히비키, 신
- 가면라이더 더블 (대원방송) - 필립&원세호 / 더블 (스다 마사키)
- 가면라이더 오즈 (대원방송) - 나영광, 가멜
- 가면라이더 포제 (대원방송) - 성현오
- 파워레인저 캡틴포스 (대원방송) - 료우마(긴가 레드)
- 파워레인저 트레인포스 (대원방송) 한별(트레인1호)
- 퓨어엔젤 미라클 매직 (투니버스) - 방해지용

### 게임
- 거울전쟁 흑마술파 - 주연
- 구운몽 어느 소녀의 사랑 이야기 - 백란
- 던전 앤 파이터 - 반 발슈테트, 신장, 로이 더 버닝펜, 신검 양얼, 풍월주 비화랑
- 디아블로
- 다시 그리는 시간 - 아인
- 리그 오브 레전드 - 에코
- 메이플스토리 - 아크, 키네시스, 남성 라라, 시무스, 밀로, 카시야스, 베네딕트
- 미스틱 코드 - 강준서
- 발리언트
- 블레이드 앤 소울
- 아발론 온라인
- 에덴의 너머 - 에드워드 에드닉
- 영웅서기 온라인 - 티르, 기사, 변신술사 클래스 캐릭터
- 일곱개의 대죄 GRAND CROSS - 멜리오다스
- 최강의군단 - 톰, 알리바바, 로타, 아벨, 에단 호
- 플래닛사이드 2 - 신흥연합국 남성 병사
- 키스 스캔들 - 하은우
- 세븐나이츠 - 제이브
- 수상한 메신저 - 김유성
- 애프터라이프 - 나인
- 로드 오브 히어로즈 - 나인
- 신비아파트 소울파이터즈 - 김현우
- 쿠키런: 킹덤 - 허브맛 쿠키
- 원신 - 소
- 로스트아크 - 아만
- 블루 프로토콜 - 멜로프

### 드라마 CD
- No Where, Now Here (ACO) - 유수민
- The JaRa Vol.028 (夜海)
- 가정적인 남자 (ACO) - 벤튼
- 그리스인 조르바 (오디언) - 나
- 노트르담의 꼽추 (오디언) - 프롤로
- 데크레센도 (맵스) - 정하
- 룬의 아이들 윈터러 (소리서관) - 보리스 진네만
- 밥 같이 먹어주는 남자 (夜海) - 강노을
- 베니스의 상인 (오디언) - 샤일록
- 보일러룸 - 리츠 라이언
- 보편적인 로맨스 (夜海) - 김이경
- 사포맵스 (맵스) - 신 혁
- 사포맵스2 (맵스) - 신 혁
- 상처받을 용기 (오디언)
- 스위치 블레이드 (숲) - 이은수
- 우리집 아기고양이 (노블엔진) - 다한울
- 이별여행 (오디언) - 내레이션
- 이해불능 (보이스 스토리) - 오유민
- 임형주, 장희빈을 부르다 (오디언) - 내레이션
- 플라워시리즈 제2장 (현호색:비밀) (diivaa) - 리우
- 하루15분 정리의 힘 (오디언) - 내레이션
- 헬프미 보이즈 (매거진 보이스) - 규혁, 학생2, 남선생님(체육), 선도부, 행인2
- 현호색 (diivaa) - 리우
- [보이스북] 전화걸어주는 남자 - 한성현
- [보이스북] 홀리도어 ~뱀파이어의 만찬~ - 지윤호
- [보이스북] Another Lost - 의사( B Fair)
- [보이스북] 감성담백 토킹 ASMR 이맘때쯤의 기온 - 심규혁
- [보이스북] Death Match : 데스매치, 홀리도어 더파이널 - 지윤호
- 고백을 못하고 시즌 1 (미스터블루) - 지인호

### 외화
- 알라딘 - 알라딘(메나 마수드)
- 캡틴 아메리카: 시빌 워/스파이더맨: 홈커밍/어벤져스: 인피니티 워/어벤져스: 엔드게임/스파이더맨: 파 프롬 홈/스파이더맨: 노 웨이 홈 - 피터 파커 / 스파이더맨(톰 홀랜드)
- 콜 미 바이 유어 네임 - 엘리오 펄만(티머시 섈러메이)
- 톨 걸 - 덩클맨(그리핀 글럭)

### CM
- 러시앤캐시
- 뮤지컬 렌트
- 2010 제4회 대구국제뮤지컬페스티벌
- 호텔엔조이
- 북스토리 남녀탐구생활
- 야놀자

### 내레이션
- 2018.05.28 다큐세상 <트렌드 리포트 반려견과 사는 법> (KBS)
- 국립해양박물관 선박갤러리, 선박지식사전
- 국립해양박물관 돛 달기 체험 게임, 요트 조종 체험 게임

### 오디오 웹툰
- 하루만 네가 되고 싶어 - 헬리오 트로피움
- 집이없어 - 백은영
- 나는 이집아이 - 카를, 앤드